# Albusambia elaphoglossumae
Albusambia elaphoglossumae is een vlinder uit de familie van de grasmotten (Crambidae). De wetenschappelijke naam van de soort is voor het eerst gepubliceerd in 2005 door door Maria Alma Solis en Donald R. Davis.
De voorvleugellengte varieert van 6 tot ruim 8 millimeter.

## Verspreiding
De soort komt voor in Costa Rica.

## Waardplanten
De rups leeft als een bladmineerder in de bladeren van Elaphoglossum conspersum en Elaphoglossum biolleyi.  